# パーレー万国史
『パーレー万国史』（パーレーばんこくし、Peter Parley's Universal History, on the Basis of Geography）は、1837年に初版が出版され、少なくとも1886年まで版を重ねた、世界各国の歴史を取り上げた子ども向けの書籍。世界の歴史を取り扱ってはいるが、内容は一貫してキリスト教第一主義の観点が貫かれており、その大部分は旧約聖書の物語の抜粋である。
日本語では、様々な表記の揺れがあり、『パーレーの万国史』のほか、『巴来万国史』、『パアレイ万国史』、『パーリー氏万国史』などの表記による言及がある。

## 概要
明治時代の日本において、初期には歴史書として、後には英語の教科書、副読本として広く親しまれ、多数の翻刻本、翻訳書などが出版され、大きな影響力をもった。「当時の日本でもっともよく読まれた教科書の一冊」であったとされる。
江戸時代末期においても、1868年（慶應4年）4月に福澤諭吉が芝新銭座（現・港区浜松町）で創設した慶應義塾の開塾当初の講義科目として、パーレーの万国史が『万国歴史会読』、『万国歴史素読』として講義されている。

## 成立
ピーター・パーレー (Peter Parley) は、サミュエル・グリスウォルド・グッドリッチが大衆向けの歴史書、啓蒙書などを出版する際に用いていた筆名であり、本書も多数あるピーター・パーレーもののひとつとして出版された。
しかし、実際に執筆にあたったのは、グッドリッチと関係のあり、当時まだ無名であった作家ナサニエル・ホーソーンで、グッドリッチは、ホーソーンが姉エリザベスの支援を受けて書き上げた原稿を100ドルで買い取り、自分の筆名を冠して出版したのだとされている。